# Seznam toků povodí Lokysty
Toto je Seznam toků povodí Lokysty (přítok Jūry) v Litvě.

## Nadřazené vodstvo, řeka
(v závorce řád)
- Atlantský oceán (-2)
- Baltské moře (-1)
- Kurský záliv (-1)
- Němen (0)
- Jūra (1)
- Lokysta (2)

## Přímé přítoky Lokysty
Přímé přítoky Lokysty jsou přítoky Němenu 3. řádu.
- Levé:

| Hydrologické pořadí | Řeka      | Délka (km) | Povodí (km²) | Vzdálenost od ústí (km) | Ústí kde | Koordináty ústí |
| ------------------- | --------- | ---------- | ------------ | ----------------------- | -------- | --------------- |
| 16010283            | Virkulė   | 4,7        | 11,7         | 36,0                    |          |                 |
| 16010285            | Vąšupis   | 2,2        | 2,1          | 31,2                    |          |                 |
| 16010286            | L – 1     | 2,1        | 1,8          | 29,9                    |          |                 |
| 16010287            | Lumupis   | 4,8        | 4,7          | 26,9                    |          |                 |
| 16010288            | Dulkupis  | 6,8        | 7,9          | 25,8                    |          |                 |
| 16010291            | Čyžupis   | 3,2        | 4,6          | 22,3                    |          |                 |
| 16010294            | Traukšlys | 6,1        | 9,0          | 15,8                    |          |                 |
| 16010295            | Ašutis    | 10,2       | 30,0         | 14,2                    | Šilalė   |                 |
| 16010298            | Šolys     | 3,2        | 5,4          | 12,0                    |          |                 |

- Pravé:

| Hydrologické pořadí | Řeka     | Délka (km) | Povodí (km²) | Vzdálenost od ústí (km) | Ústí kde | Koordináty ústí |
| ------------------- | -------- | ---------- | ------------ | ----------------------- | -------- | --------------- |
| 16010281            | Ringupis | 2,7        | 7,6          | 41,8                    |          |                 |
| 16010282            | Gestupys | 2,6        | 2,9          | 38,0                    |          |                 |
| 16010289            | Para     | 5,5        | 8,6          | 25,5                    |          |                 |
| 16010292            | Lytis    | 5,5        | 10,8         | 19,2                    |          |                 |

## Přítoky Němenu 4. řádu v povodí Lokysty
Tabulka přítoků Němenu 4. řádu v povodí Lokysty:
| Hydrologické pořadí | Levý /Pravý | Řeka                                 | Délka (km) | Povodí (km²) | Vzdálenost od ústí (km) | Ústí do | Ústí kde | Koordináty ústí |
| ------------------- | ----------- | ------------------------------------ | ---------- | ------------ | ----------------------- | ------- | -------- | --------------- |
| 16010284            | Pravý       | Lokaušupis neboli Lokauša, Lokaušupė | 2,6        | 4,3          | 0,8                     | Virkulė |          |                 |
| 16010293            | Levý        | Šašulys                              | 2,8        | 3,0          | 1,8                     | Lytis   |          |                 |
| 16010296            | Levý        | Nerotas                              | 2,6        | 4,6          | 6,3                     | Ašutis  |          |                 |
| 16010297            | Levý        | Balčia                               | 4,5        | 8,5          | 2,0                     | Ašutis  |          |                 |